# Кореличівська сільська рада
| Кореличівська сільська рада — колишній орган місцевого самоврядування у Перемишлянському районі Львівської області з адміністративним центром у с. Кореличі. Історична дата утворення: в 1940 році. Сільській раді були підпорядковані населені пункти: - с. Кореличі - с. Прибинь |

## Склад ради
Рада складалася з 16 депутатів та голови.

### Керівний склад ради
| ПІБ                          | Основні відомості                                                                                  | Дата обрання | Дата звільнення |
| ---------------------------- | -------------------------------------------------------------------------------------------------- | ------------ | --------------- |
| Яремків Василь Володимирович | Сільський голова, 1964 року народження, освіта                                                     | 26.03.2006   | 31.10.2010      |
| Яремків Василь Володимирович | Сільський голова, 1964 року народження, освіта вища, член Всеукраїнського об'єднання «Батьківщина» | 31.10.2010   |                 |

Примітка: таблиця складена за даними джерела